# Oración interrogativa
Una oración interrogativa es una oración empleada para pedir información y en ocasiones para expresar mandatos o sugerencias pragmáticamente suavizados. Las interrogativas pueden clasificarse de acuerdo a varios criterios binarios: parciales/totales, directas/indirectas.
Las interrogativas directas parciales son las más complejas de todas y en muchos lenguajes no pueden ser divididas en dos partes disjuntas sujeto - predicado debido a diversos movimientos sintácticos que hacen que frecuentemente haya inversión de orden entre sujeto, verbo y otros componentes sintácticos. La gramática generativa analiza las interrogativas directas como sintagmas complementantes dentro de los cuales se han practicado algunos desplazamientos de constituyentes sintácticos.

## Clasificación

### Parciales y Totales
Respecto al tipo de información explícitamente requerida por una oración interrogativa, existen dos tipos de interrogativas, las interrogativas parciales y las interrogativas totales. Las primeras piden información sobre alguna pieza de información (usualmente contenida en un sintagma) dentro de una situación de hechos, mientras que las segundas requieren una respuesta sí/no. Un par de ejemplos aclara esto:
¿Qué libro compró Juan? (interrogativa parcial)
¿Compró Juan algún libro? (interrogativa total)

### Directas e indirectas
Una interrogativa directa es una oración en que la oración principal es una oración interrogativa. En muchas lenguas, en una oración directa usualmente en primer lugar aparecen los constituyentes que se refieren a aquello por lo que se está preguntando, también en muchas lenguas el verbo suele aparecer adelantado al sujeto explícito cuando lo hay.
Una interrogativa indirecta es una oración compuesta en la que una de las oraciones subordinadas es interrogativa, sin serlo la oración principal.

## Estructura sintáctica

### Lenguas con movimiento Qu-
En español como en muchas otras lenguas indoeuropeas se aprecian cambios de orden claros en el orden de constituyentes sintácticos entre una oración enunciativa y una oración interrogativa con los mismos elementos:
(1a) Esos dos tipos están hablando de Antonio
(1b) ¿De quién te parece a ti que están hablando esos dos tipos?
Un cambio similar aunque con menos componentes desplazados se da en las interrogativas totales:
(2a) Juan devolvió el libro
(2b) ¿Devolvió Juan el libro?
En la última oración aparentemente el sujeto se ha "movido" detrás del verbo interrumpiendo lo que para la gramática tradicional sería el predicado. La gramática generativa explica estos hechos conjeturando que en las oraciones interrogativas como las anteriores el verbo conjugado se mueve hacia la posición de núcleo de un sintagma complementante que en español está en la oración antes que el núcleo de inflexión de tiempo, generalmente ocupado por un verbo.
Para verlo se explicitan los diagramas sintácticos propuestos para las oraciones (2a) y (2b):
El esquema de la derecha al incorporar un sintagma complementante, cuyo especificador marca la oración como interrogativa y cuyo núcleo requiere que el verbo "ascienda" hasta esa posición por ser la oración interrogativa.
En una oración interrogativa parcial se requiere que el constituyente sintáctico por el que se pregunta ascienda a la posición de especificador del sintagma complementante para cotejar los rasgos +qu del interrogativo (movimiento Qu-). Esos dos movimientos: verbo principal al núcleo complementante y elemento interrogativo al especificador del complementante explican los cambios de órdenes de la estructura superficial sintáctica. Por ejemplo se considera (2c):
(2c) ¿Qué devolvió Juan?
En este caso la representación de la oración interrogativa parcial (2c):

### Lenguas sin movimiento Qu-
Algunas lenguas como el chino formas las oraciones interrogativas sin desplazar el elemento por el que se pregunta a la posición inicial. En ellas las preguntas tienen el mismo orden sintáctico que las enunciativas con la única diferencia de que en ellas aparece un interrogativo en la posición del constituyente por el cual se pregunta. En estas lenguas las preguntas se formulan con la siguiente estructura:
"Juan compró qué" (='¿Qué compró Juan?)
"Juan fue a dónde (='¿A dónde fue Juan?)

## Entonación
En muchas lenguas las oraciones interrogativas se marcan no sólo mediante procedimientos de movimiento sintáctico sino que tienen una entonación específica. Marginalmente algunas preguntas sólo usan entonación para marcar el rasgo interrogativo, especialmente si son breves:
¿Más leche? (frente a ¿Quiere usted más leche?)